# كلينتون كلاوسون
كلينتون كلاوسون (بالإنجليزية: Clinton Clauson)‏ (و. 1895 – 1959 م) هو سياسي أمريكي، ولد في ميتشل، كان عضوًا في الحزب الديمقراطي، توفي في مين، عن عمر يناهز 64 عاماً.

## مناصب
تولى منصب حاكم مين ‏ (7 يناير 1959–30 ديسمبر 1959)
.

## التعليم
تعلم في Palmer College of Chiropractic ‏
.